# Kenan Şahin
Kenan Şahin (* 27. Oktober 1984 in Köln) ist ein deutsch-türkischer Fußballspieler, der in Deutschland aufwuchs. Şahin stammt aus dem Rheinland, hat aber türkische Eltern und einen türkischen Pass. 

## Karriere

### Verein
Mit dem Fußballspielen begann er in Köln bei der DJK Grün-Weiß Nippes, bevor er für die Jugend von Bayer 04 Leverkusen entdeckt wurde. Mit der U-19-Jugend des Vereins stand er im Finale der deutschen Meisterschaft.
Nach einem Jahr beim SC Fortuna Köln, wo er in der B-Jugend-Regionalliga spielte, kehrte der Mittelstürmer 2001 nach Leverkusen in den Profikader zurück. Gleich im ersten Jahr kam er als 20-Jähriger zu seinen ersten Bundesliga-Einsätzen. In der Hinrunde der folgenden Saison wurde er allerdings nur ein einziges Mal eingewechselt, so dass er sich zur Winterpause zu einem Wechsel in die 2. Bundesliga entschloss. Bei Energie Cottbus stand er dann auch regelmäßig auf dem Platz, auch wenn es bis zum letzten Spieltag der Saison 2004/05 dauerte, bis Kenan Şahin sein erstes Tor im Profifußball erzielte.
Ein weiteres Jahr in der Lausitz wurde mit dem Aufstieg von FC Energie in die 1. Liga gekrönt, den der Deutsch-Türke allerdings nicht mitmachte. Er wechselte zur Saison 2006/07 zum Zweitligaaufsteiger TuS Koblenz, wo er die Saison als Stammstürmer bestritt, auch wenn der temperamentvolle Spieler kurzzeitig aus disziplinarischen Gründen suspendiert worden war. In der Winterpause der Saison 2007/08 wechselte er zu Fortuna Düsseldorf in die Regionalliga Nord. Am 16. Dezember 2008 ist er erneut aus disziplinarischen Gründen von seinem Verein freigestellt worden.
Ab dem 14. Januar 2009 wurde er Vertragsspieler des Drittligisten 1. FC Union Berlin, wo er in der Rückrunde der Saison 2008/09 Stammspieler im Sturm war und mit dem Hauptstadtclub den Aufstieg in die 2. Bundesliga schaffte. Auch in der kommenden Saison wurde er regelmäßig eingesetzt, in 17 seiner 29 Spiele in diesem Jahr war er jedoch nur Einwechselspieler. In der Saison 2010/11 kam dann noch eine Fußverletzung dazu, so dass er nur wenige Einsätze in der Hinrunde absolvieren konnte und in der Rückrunde gar nicht mehr spielte.
Nach Auslaufen seines Vertrages wechselte er im Sommer 2011 in die zweithöchste Liga der Türkei zu Denizlispor. Hier löste er am Ende der Spielzeit 2011/12 nach gegenseitigem Einvernehmen seinen noch ein Jahr gültigen Vertrag auf. Zur anstehenden Spielzeit heuerte er beim Ligakonkurrenten Kayseri Erciyesspor an. Mit Kayseri Erciyesspor erreichte er zum Saisonende die Meisterschaft der TFF 1. Lig und damit den direkten Aufstieg in die Süper Lig. Da sein auslaufender Vertrag nicht verlängert wurde, heuerte er für die kommende Saison beim Zweitligisten Mersin İdman Yurdu an.
Zur Rückrunde der Saison 2013/14 wechselte Şahin innerhalb der 1. Lig zu Ankaraspor. Zum Saisonende zog er zum Ligarivalen Boluspor weiter. In die Saison 2015/16 startete er bei Elazığspor und wechselte in der Winterpause der Saison 2016/17 zum Viertligisten Bergama Belediyespor.

### Nationalmannschaft
Şahin wurde elfmal in den Kader der türkischen U-21-Nationalmannschaft berufen und neunmal eingesetzt.

## Erfolge
- Aufstieg in die 1. Bundesliga 2006 mit Energie Cottbus
- Meisterschaft der 3. Liga 2008/09 und Aufstieg in die 2. Bundesliga mit Union Berlin
- Meisterschaft der TFF 1. Lig 2012/13 und Aufstieg in die Süper Lig mit Kayseri Erciyesspor
- Einsätze für die U-21-Nationalmannschaft der Türkei